# ミシェル・ミコンベロ
ミシェル・ミコンベロ（ルンディ語: Michel Micombero, 1940年8月26日 - 1983年7月16日）は、ブルンジの軍人、政治家。1966年11月28日から1976年11月1日までブルンジの初代大統領を務めた。

## 生い立ち
ミコンベロはブルリ県（現在のブルンガ県）のルトヴで生まれ、1965年にベルギーの学校から帰国してすぐ国防長官に就任していた。独立後のブルンジは急速に無秩序へと向かっていた。国王ムワンブツァ4世は政権を何度も交代させ、反ツチ軍は同じく混乱しているルワンダから攻撃を繰り返した。1965年10月18日、フツ人指導者ジャーヴェイス・ニャンゴマとフツ族の憲兵隊司令官アントニー・セルクワバが反乱を起こした。この反乱を鎮圧したのが国軍の司令官となっていたミコンベロ大尉だった。
これにより政治の実権を握ったミコンベロは1966年7月11日に首相となり、国外に亡命したムワンブツァ4世の代わりに子のンタレ5世を即位させた。1966年11月28日、ミコンベロはヌタレを追放し、自らが大統領に就任した。
大統領となると、ミコンベロはツチ人政党の民族進歩連合による一党制を敷き、アフリカ社会主義者や中華人民共和国の支援を受けた。彼はツチ人を中心とした政府を作り、多数派のフツを鋭く弾圧した。1972年、国外に逃れていたフツ人難民がブルンジでの反乱を画策した。これは失敗し、ツチ人は15万人のフツ人を虐殺した。この動きをミコンベロは陰で支援し、以後さらに抑圧的な体制を作っていった。
これに対し、ツチ人中心の軍内部でも穏健派を中心に不満が高まりった。
1976年11月1日、ミコンベロの遠戚にあたるジャン＝バティスト・バガザ中佐が無血クーデターを起こして成功、ミコンベロは失脚した。
その後ミコンベロはソマリアへと逃れ、1983年にモガディシュで心臓発作のため死去した。